# Переправа (футбольный турнир, СССР)
«Переправа» — всесоюзный футбольный турнир для молодёжных и юношеских команд (со второго розыгрыша — для игроков команд второй лиги и КФК), проводившийся в СССР. Организован был в 1978 году Управлением футбола Спорткомитета СССР, а придуман Львом Филатовым — главным редактором издания «Футбол-Хоккей», являвшегося тогда еженедельным приложением к газете «Советский спорт». Автором эмблемы «Переправы» стал художник Владимир Шелушков.

## История
Первый розыгрыш турнира стартовал 19 ноября 1978 года (назывался также молодёжный чемпионат СССР (возраст игроков до 20 лет) на приз еженедельника «Футбол-Хоккей» «Переправа»). Победителем стала сборная Украины, в финальном матче на Республиканском стадионе в Сухуми обыгравшая сборную Москвы — 0:0, пен. 5:4. Определялись также лучшие игроки по амплуа, символическая сборная, а специальное жюри (в состав которого в разные годы входили такие специалисты как Е. Ловчев, Ю. Сёмин, А. Голодец и другие) определяло лучшую команду, которой вручался переходящий приз Федерации футбола ДСО профсоюзов «Атакующий стиль» (ей в 1978 году стала сборная Белоруссии).
Турнир в качестве заинтересованных зрителей посещали селекционеры-наблюдатели, среди которых были М. Якушин, Л. Яшин, В. Николаев, А. Шестернев, С. Сальников и другие. Контролировала ход игр опытная судейская коллегия. По замыслу организаторов турнир должен был способствовать «взлету юниоров для того, чтобы потом они могли уверенно переправиться на берега футбола взрослых, футбола мастеров». Цель «Переправы»: повышение качества подготовки молодых футболистов, улучшение отбора наиболее способных в команды мастеров, выявление кандидантов в молодёжную сборную страны.
В разные годы в турнире принимали участие футболисты Юрий Желудков, Станислав Черчесов, Виктор Лосев, Александр Бородюк, Рамиз Мамедов, Валерий Сарычев, Александр Полукаров, Анатолий Демьяненко, Сергей Башкиров, Алексей Прудников, Игорь Добровольский, Андрей Пятницкий, Валерий Масалитин, Роберт Евдокимов, Олег Дмитриев, тренерами команд работали Валерий Непомнящий, Анзор Кавазашвили.
Сначала турнир представлял собой действительно смотр лучших молодых игроков, имеющих шансы попасть в команды мастеров, соревнования подробно освещались не только в еженедельнике «Футбол-Хоккей», но и в газетах «Правда», «Комсомольская правда», «Советский спорт», игроки-победители становились кандидатами в мастера спорта, тренерам-победителям присваивалось звание заслуженного тренера республики. Однако по прошествии нескольких лет ситуация стала меняться, популярность турнира начала снижаться, происходили изменения в комплектовании состава участников. Высказывались пожелания изменить возрастные цензы игроков. В 1987 году было предложено переформатировать турнир, изменив сроки проведения (с апреля по осень), увеличить количество команд, в том числе — в финальном турнире до восьми, но этого сделано не было.

## Формат
Соревнование проводилось в два этапа: сначала команды делились на четыре территориальные зоны, где проводились игры в один круг, затем победители зональных турниров по кубковой системе разыгрывали призовые места в финальной пульке.
В турнире изначально принимали участие молодёжные сборные союзных республик, а также сборные Москвы и Ленинграда. С 1986 года состав участников был изменён: на «Переправе»-86 участвовали сборные команды центральных советов ДСО и ведомств, в 1987 и 1988 годах — команды учащихся 10—11 классов школ-интернатов спортивного профиля (на «Переправе»-87 команды Харькова и Волгограда были составлены из игроков на год старше), в 1989—1991 годах — команды училищ олимпийского резерва.
До 1986 года соревнования проходили на юге страны — Черноморском побережье Кавказа (Сочи, Адлер, Хоста, Сухуми, Батуми), в 1987 году «Переправу» приняли 4 закарпатских города: Мукачево, Берегово, Хуст и Виноградов, в 1988 году турнир снова прошёл в Закарпатье, в 1989 году — в городе Кропоткин (Краснодарский край), в 1990 году — в Никополе (Днепропетровская область), в 1991 году — в Днепродзержинске (Днепропетровская область).

## Результаты
| Год                                            | Победитель | Счёт финала   | Финалист       | 3-е место               |
| ---------------------------------------------- | --- | ------------- | -------------- | ----------------------- |
| 1978 27 ноября - 1 декабря г. Сухуми           | Украина Состав команды - победительницы: М. Михайлов, В. Кобыща, С. Журавлев, А. Скрипник, А. Куцев, М. Бобаль, А. Демьяненко, О. Таран, В. Зубенко, М. Олефиренко, А. Полукаров, Г. Лазарко, С. Бондарь, Саулевич, Я. Думанский, Ю. Суслопаров. | 0:0, пен. 5:4 | Москва         | Белоруссия - Латвия 3:2 |
| 1979                                           | Ленинград Состав команды - победительницы: В. Иванов, В. Кузнецов, С. Моисеенков, С. Пысин, А. Степанов, А. Малькиев, А. Канищев, Ю. Андреев, В. Ильин, В. Гаврилов, А. Захариков, И. Марков, С. Петров, Н. Воробьев, С. Кириллов, С. Балашов, С. Горячев. Тренер - В. Гусев.                                                                               | 0:0, пен. 4:1 | Москва         | Белоруссия              |
| 1980                                           | Таджикистан Состав команды - победительницы: М. Назаров, С. Салов, В. Ермолаев, А. Чередник, И. Лагутенко, А. Пилюгин, Р. Рахимов, С. Манаков, В. Сысенко, Ю. Торопов, А. Азимов, С. Ибадуллаев, К. Ферханов, Б. Назаров, С. Гафуров, М. Курбанов, А. Пробет. Тренер - В. Гулямхайдаров [1]                                                                 | 0:0, пен. 5:4 | Молдавия       | РСФСР                   |
| 1981                                           | Украина | 2:1           | Белоруссия     | РСФСР                   |
| 1982 18 ноября - г. Адлер, г. Сочи.            | Москва Состав команды-победительницы: Г. Цветков, В. Романчик, И. Теренин, А. Лебедев, П. Безгляднов, С. Глубоков, М. Каратаев, В. Каратаев, В. Миронов, А. Литовченко, А. Латышев, П. Муравьев, А. Рышин, А. Моисеев, И. Макаров, Г. Кудряшов, Ю. Подберезский. Ст. тренер - В. Разумовский, тренеры - В. Ивакин, А. Пискарев.                             | 3:0           | Армения        | Белоруссия              |
| 1983                                           | Таджикистан Состав команды-победительницы - победительницы: А. Гертнер, С. Нуритдинов, А. Рафиков, О. Ширинбеков, у. Туракулов, Р. Гаттаров, С. Гафуров, С. Салов, С. Ибадуллаев, С. Плаксин, К. Ферханов, А. Никифоров, А. Повшедный, И. Омельченко, В. Юшин, А. Воловоденко. Тренеры - О. Абдуллаев, С. Андреев, А. Тер-Казарян. [2]                      | 3:0           | Азербайджан    | РСФСР                   |
| 1984                                           | РСФСР |               | Литва          | Грузия                  |
| 1985 18 ноября - 1 декабря. г. Сочи, г. Адлер. | РСФСР Состав команды-победительницы: А. Победенный, А. Олейников, А. Юшков, О. Кисилев, П. Соловьев, А. Зубайраев, Ю. Ветлугаев, С. Жуков, С. Макеев, О. Крушин, П. Мазурин, О. Миронов, А. Сандалов, А. Михалев, С. Долгов, В. Гонтарев, Г. Даначев. Тренеры - Н. Михалев, А. Никитчук.                                                                    | 1:1, пен. 5:3 | Грузия         | Литва                   |
| 1986                                           | ЦСКА | 1:0           | «Динамо»       | «Урожай»                |
| 1987                                           | Харьков | 1:0           | Москва         | Волгоград               |
| 1988 4 - 13 ноября г. Мукачево                 | «ОШИСП»(ОБЛАСТНАЯ ШКОЛА-ИНТЕРНАТ СПОРТИВНОГО ПРОФИЛЯ) Днепропетровск Состав команды-победительницы: В. Павлов, С. Соловьев, С. Мошкун, С. Дирявка, С. Кисель, А. Полунин, Д. Филимонов, С. Гальманов, Р. Мелешко, Д. Головченко, А. Бублик, Ю. Морянко, Е. Похлебаев, В. Кныш, В. Кошевой, В. Могильный, Д. Баннов. Тренеры — И. Ветрогонов, П. Кутузов [3] |               | Львов          | Киев                    |
| 1989                                           | Днепропетровск |               | Киев           | Паневежис               |
| 1990                                           | Днепропетровск |               | Ростов-на-Дону | Ташкент                 |
| 1991                                           | Ашхабад |               | Алма-Ата       | Днепропетровск          |

Помимо «Переправы» проводились также другие турниры для молодёжных и юношеских команд: «Кубок надежды», «Кубок юности», турнир «Трудовых резервов», турнир имени Н. П. Морозова, детский турнир «Кожаный мяч», а в российский период с 2002 по 2009 годы проводился молодёжный Кубок ПФЛ — «Надежда», в 2019 году принято решение о его возрождении под названием «Переправа».